# Коган-Бернштейн, Наталья Осиповна
Наталья (Сарра) Осиповна Коган-Бернштейн (в девичестве Баранова; 1861—1927) — русская революционерка и политический деятель.

## Биография
Родилась в еврейской купеческой семье в Таврической губернии. В 1878 году покинула родной дом. Училась на фельдшерских и акушерских в Симферополе и Киеве, принимала участие в народнических организациях.
30 мая 1882 года участвовала в демонстративном пении перед окнами Киевской тюрьмы и переговорах с политическими заключенными, предназначенными к высылке. Киевским жандармским управлением арестована по обвинению в принадлежности к революционному кружку «Бычковцев», в котором играла главную роль. В 1882 году за участие в народническом движении сослана в Томск.
В ссылке вышла замуж за деятеля народнического движения Льва Коган-Бернштейна. Из ссылки вернулись вместе и поселились в Дерпте. В 1888 году были арестованы по делу таганрогской подпольной типографии и сосланы на 8 лет в Якутск. Участница якутского протеста 1889 года. Её муж был казнён, а она была приговорена к 15 годам каторги. В 1889—1890 годах отбывала каторгу в Вилюжской каторжной тюрьме. В 1890—1893 годах находилась на поселении в Верхоянске, куда была направлена по высочайшему повелению. С 1893 года находилась в ссылке в Красноярске.
В 1898 году познакомилась с В. И. Ульяновым. В 1904 году вместе с сыном бежала из ссылки, жила в Германии. В 1915 году вернулась в Россию и поселилась в Воронеже.
Умерла в Москве от воспаления легких 28 декабря 1927 года. Похоронена на Новодевичьем кладбище 29 декабря 1927 года.
Автор воспоминаний «Паппий Павлович Подбельский».

## Семья
- Муж — революционер-народник Лев Матвеевич Коган-Бернштейн.
  - Сын — эсер Матвей Львович Коган-Бернштейн.
- Брат — Илья Осипович Баранов, революционер-народник[3].